# Trichiura mirzayani
Trichiura mirzayani is een vlinder uit de familie van de spinners (Lasiocampidae). De wetenschappelijke naam van de soort is voor het eerst geldig gepubliceerd in 1971 door Ebert.